# Proleskiomima frontalis
Proleskiomima frontalis là một loài ruồi trong họ Tachinidae.